# Col Salsberry
Le col Salsberry (Salsberry Pass en anglais) ou col Salsbury (Salsbury Pass) est un col routier américain situé dans le comté d'Inyo, en Californie. Il s'élève à une altitude de 1 003 mètres dans le chaînon Amargosa, au sein du parc national de la vallée de la Mort. Il permet le passage de la Greenwater Valley à la vallée de la Mort d'une section de la California State Route 178 qui se confond avec la Badwater Road.